# ハインリヒ・ブリューニング
ハインリヒ・アロイシウス・マリア・エリーザベト・ブリューニング（ドイツ語: Heinrich Aloysius Maria Elisabeth Brüning, 1885年11月26日 - 1970年3月30日）は、ドイツ国の政治家である。ヴァイマル共和政時代末期の1930年から1932年にかけて首相を務めた。

## 人物
政治学者で、キリスト教社会主義活動家でもあった彼は、イギリス鉄道の国有化に関する論文で博士号を取得した後、1920年代に政界入りし、1924年に国会議員に選出された。ブリューニングは、1930年3月30日に首相に就任した直後、世界恐慌による経済危機に直面した。ブリューニングは、この事態に信用の引き締めや、すべての賃金・給与の引き上げを撤回する対応で臨み、失業が増加して大変な不人気となり、議会での支持を失った。その結果、ブリューニングは、政府の権限が、パウル・フォン・ヒンデンブルク大統領が憲法上の権限を発動する大統領緊急令に依拠する大統領内閣の創設者となった。1932年5月30日、ブリューニングは内閣総辞職を発表した。失業者に土地を分配する政策により、大統領やプロイセンの大土地所有者と対立し、大統領がさらなる政令への署名を拒否した事が理由である。
ナチス・ドイツの実権掌握により逮捕を恐れたブリューニングは、1934年にドイツを脱出、スイス、イギリスを経て、アメリカに移住した。ナチスからの亡命者としての最初の数年間は厳しい経済状況の中で生活していたが、1937年にハーバード大学の客員教授に就任し、1939年から1952年までハーバード大学のルシウス・リタウアー行政大学院の教授を務めた。1938年、彼はアメリカ芸術科学アカデミーの会員になった。彼は、アメリカ国民にヒトラーの戦争計画や、後にはソ連の侵略と拡張計画について、警告を発した。1951年、彼は、ケルン大学の政治学教授に就任するために一時帰国したが、1955年にアメリカに戻り、バーモント州で引退生活を送った。 
歴史家の間では、彼が「ヴァイマル共和国の最後の防波堤」だったのか、「共和国の葬儀屋」だったのか、あるいはその双方だったのかが議論されており、ドイツの歴史上、ブリューニングは依然として論争の対象となっている。大恐慌や政情不安の時代に、彼にどの程度行動の余地があったかに関して、学者の間でも意見が分かれている。 彼はヴァイマル共和政を守る事を目的としていたが、彼の首相在任中の政策、特に緊急権の行使によって、ヴァイマル共和政が徐々に空洞化する一因となった。

## 経歴

### 学究
酢の工場経営やワイン販売をしていた父は保守的なカトリック教徒だったが、ブリューニングが1歳のときに死去した。そのため彼の兄が父の代わりに大きな影響を与えた。故郷ミュンスターのギムナジウムを卒業後、ミュンヘン大学に入学し法学を学ぶが、1906年にシュトラースブルク（現フランス領ストラスブール）大学に転じて専攻も哲学・史学・ドイツ語に変更する。1911年に高等教員資格試験に合格するが、教師にならずイギリスに渡りロンドン・スクール・オブ・エコノミクスで経済学を学ぶ。1913年、ボンに戻りその2年後に経済学博士号を取得し、当時として異例に長い学業を終えた。
卒業と同時に軍に志願して機関銃部隊の少尉として第一次世界大戦に従軍。1918年にドイツ革命が起きて大戦は終結するが、ナショナリストとして彼はこの革命に反対であり、後にヴァイマル共和国首相になってからもそれを公言していた。復員後は博士号を持っていたにもかかわらず研究・教育の道には進まず、1919年からカトリック派の政治家カール・ゾンネンシャインの支援者として復員軍人の就学・就職支援活動に従事した。1920年、ドイツ労働組合連盟（DGB）会長であるプロイセン州福祉大臣アダム・シュテーガーヴァルトの個人秘書となり、DGB事務局長に就任。1924年、国会議員に初当選し、中央党議員団の財政政策スポークスマンに就任。1925年、所得税を12億ライヒスマルクに限るという「ブリューニング法」を提出。彼自身はきわめて控えめで禁欲的な人物だったが、その専門知識から政治家としての声望が高まった。そのため1929年には党議員団長に就任。ヤング案に対して国内で増税と緊縮財政が行われる場合にのみ賛成するという立場を示したが、この首尾一貫した政策がヒンデンブルク大統領の注目を引いた。

### 大統領内閣
折しもドイツ社会民主党(SPD)のヘルマン・ミュラー首相が退陣して後任探しが行われたが、大統領の相談役でもある国防次官クルト・フォン・シュライヒャーの勧めもあり、ブリューニングに白羽の矢が立った。SPDとの大連立が模索されたが、ヒンデンブルクがSPDの政権入りを好まないこと、またブリューニングがSPDと対立するドイツ人民党との連立を最終的に決めたことから、SPD側が連立を拒絶した。1930年3月28日、ヒンデンブルク大統領は正式にブリューニングに組閣を指示、組閣作業は異例の速さで進み4月1日に完了した。
| 第一次ブリューニング内閣 1930年5月1日 - 1931年10月9日 | 第一次ブリューニング内閣 1930年5月1日 - 1931年10月9日 | 第一次ブリューニング内閣 1930年5月1日 - 1931年10月9日 | 第一次ブリューニング内閣 1930年5月1日 - 1931年10月9日 | 第一次ブリューニング内閣 1930年5月1日 - 1931年10月9日 |
| ----------------------------------------------------- | ----------------------------------------------------- | ----------------------------------------------------- | ----------------------------------------------------- | ----------------------------------------------------- |
| 首相                                                  |                                                       | ハインリヒ・ブリューニング                            |                                                       | 中央党                                                |
| 副総理                                                |                                                       | ヘルマン・ディートリヒ                                |                                                       | ドイツ国家党                                          |
| 外務大臣                                              |                                                       | ユリウス・クルティウス                                |                                                       | ドイツ人民党                                          |
| 内務大臣                                              |                                                       | ヨーゼフ・ヴィルト                                    |                                                       | 中央党                                                |
| 財務大臣                                              |                                                       | パウル・モルデンハウアー (- 1930年6月28日)            |                                                       | ドイツ人民党                                          |
| 財務大臣                                              |                                                       | ヘルマン・ディートリヒ                                |                                                       | ドイツ国家党                                          |
| 経済大臣                                              |                                                       | ヘルマン・ディートリヒ (- 1930年6月28日)              | ドイツ国家党                                          |                                                       |
| 経済大臣                                              |                                                       | エルンスト・トレンデレンブルク(事務取扱)              | ドイツ国家党                                          |                                                       |
| 労働大臣                                              |                                                       | アダム・シュテーガーヴァルト                          |                                                       | 中央党                                                |
| 法務大臣                                              |                                                       | ヨハン・ヴィクトール・ブレット (- 1930年12月5日)      |                                                       | 経済党                                                |
| 法務大臣                                              |                                                       | クルト・ヨエル(事務取扱)                              |                                                       | 無所属                                                |
| 国防大臣                                              |                                                       | ヴィルヘルム・グレーナー                              | 無所属                                                |                                                       |
| 郵政大臣                                              |                                                       | ゲオルク・シュッツェル                                |                                                       | バイエルン人民党                                      |
| 交通大臣                                              |                                                       | テオドール・フォン・ゲラール                          |                                                       | 中央党                                                |
| 農業・食糧大臣                                        |                                                       | マルティン・シーレ                                    |                                                       | ドイツ国家人民党 (1930年7月22日脱党)                  |
| 農業・食糧大臣                                        | キリスト教国家農民及び農村住民党                      | マルティン・シーレ                                    |                                                       |                                                       |
| ラインラント占領地域担当大臣                          |                                                       | ゴットフリート・トレビラヌス (- 1930年9月30日)        |                                                       | 保守人民党                                            |
| 無任所大臣 (ラインラント占領終結に伴う)               | ゴットフリート・トレビラヌス                          | 保守人民党                                            |                                                       |                                                       |

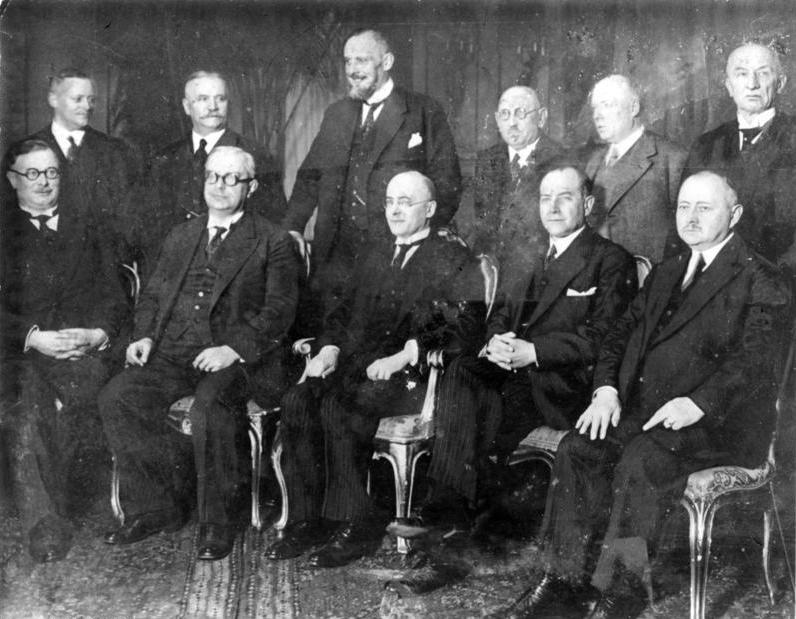
発足直後の第一次ブリューニング内閣（1930年3月31日）
前列左からヴィルト内相・ディートリヒ副首相・ブリューニング首相・クルティウス外相・シュッツエル郵政相、後列左からトレビラヌス占領地相・シーレ農相・ブレット法相・シュテーガーヴァルト労相・モルデンハウアー財務相・ゲラール交通相。

連立に加わったのは中央党のほかドイツ国家党、ドイツ人民党、経済党、そしてドイツ国家人民党の一部だった。首相就任時の44歳という年齢はドイツ史上2番目の若さである。ヒンデンブルクは議会に対立する強力な半独裁政権、そして反マルクス主義的な政権が樹立されることに期待した。

### 混乱
内閣最初の課題は世界大恐慌の直撃を受けた財政の立て直しであった。ヤング案はドイツに対して賠償金支払いと同時に通貨安定化を要求していたので、通貨切り下げに踏み切った。さらに1930年6月から財務相代理として支出削減案を提出したが、ヒンデンブルクの思惑とは裏腹にブリューニングはドイツ国家人民党の切り崩しに失敗し、この案は議会で否決された。ブリューニングはヴァイマル憲法第48条をたてに法案を通過させたが、SPD、ドイツ共産党、そしてナチ党が議会多数勢力を以てこの決定を覆した。この事態にヒンデンブルクは議会を解散させた。それに伴う総選挙でブリューニングは無党派層の掘り起こしを狙ったが、その結果はナチ党と共産党という左右両極の躍進だった。ナチ党の第二党への躍進に、ドイツの格付けが暴落して外国からの投資が引き上げられ、経済不振がさらに続くことになった。議会の翼賛化を狙ったヒンデンブルクの解散命令は完全に裏目に出た。
ブリューニングは正常な議会運営が困難なため、62にも上る法案を議会に縛られない緊急立法として通過させた。その都度ナチ党と共産党が法案を無効とする動議を提出したが、ブリューニングはSPDの閣外協力を得てその動議を退けた。SPDはブリューニングを支持したわけではなかったが、ナチ党と共産党に対抗するため協力的な行動をしていたのである。しかしブリューニング内閣のSPDとの妥協頼みの政権運営という状況に、ヒンデンブルク大統領は不満を持っていた。

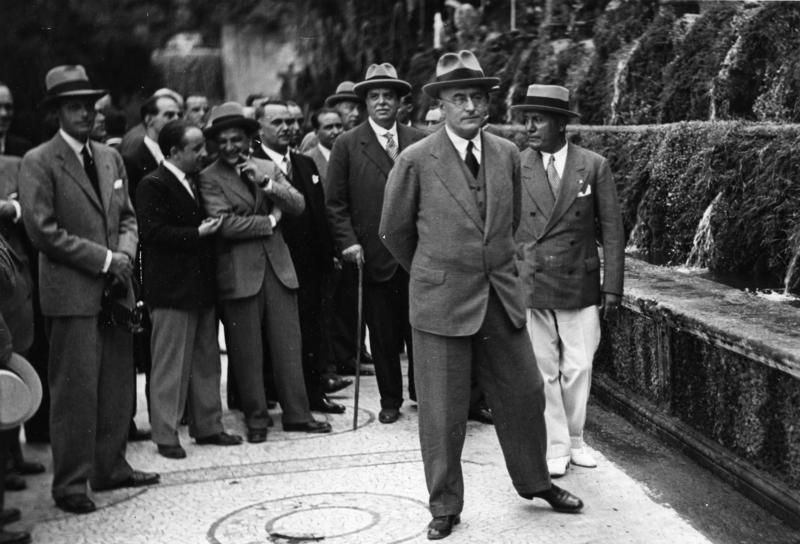
イタリア訪問時のブリューニング　右端はムソリーニ（1931年）

ブリューニングはこうした緊急法規で緊縮財政とデフレーション政策を進め、新税導入と同時に国家支出を減らし、また給与減に誘導してドイツの輸出力を高めようと試みたが、外国も同様の政策をとり関税を上げたため、効果はなかった。こうした無為な経済政策は、一方ではドイツの支払い能力のなさを示すことで、連合国に賠償金支払いを停止してもらう目的もあったとする説もあるが、現在では疑われている。ブリューニングや閣僚は、賠償金支払いさえなければドイツ経済は好転すると見ており、財政建て直しは可能と信じていたようである。外相として長らくドイツ外交を担い、ノーベル平和賞も受賞したグスタフ・シュトレーゼマンを失った痛手を、ブリューニング内閣は蒙ることになる。

### 退陣

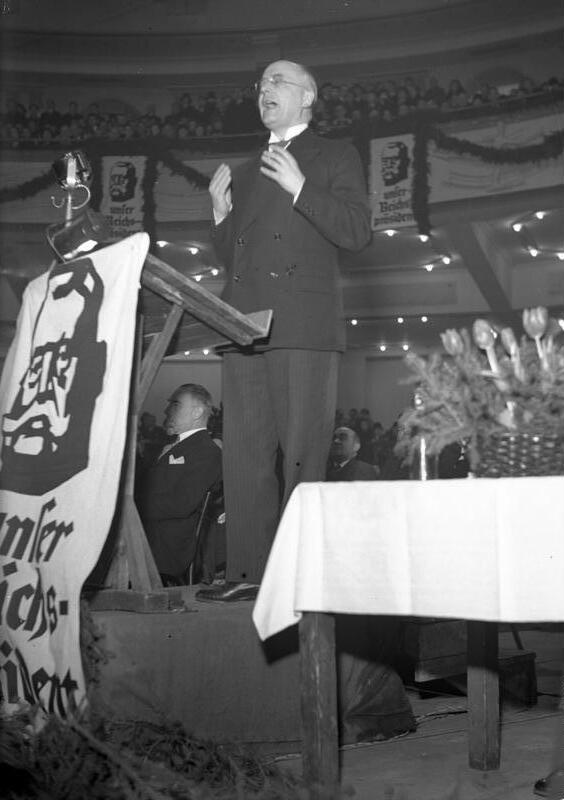
ヒンデンブルク大統領の応援演説を行うブリューニング

1931年、オーストリアと関税同盟を結ぼうとしたが、両国の合併を恐れるフランスがこれに猛反対して国内銀行にドイツやオーストリアからの資金受け入れを禁止し、ドイツの銀行は苦境に陥った。さらに同年ブリューニングが、賠償金支払いは「貢納」であり、ドイツには最早支払う能力がないとする政府声明を発表したため、ドイツ経済のさらなる評価格下げを招いて外資の引き揚げが進み、経済は恐慌寸前になった。同年6月、傷病兵や失業者に対する保険をカットする緊急法令が発効し、各都市では主に共産党が組織したデモ行進が頻発するようになった。こうした事態にブリューニングは一旦ヒンデンブルクに辞表を提出するがヒンデンブルクは再度ブリューニングに組閣を命じた。
| 第二次ブリューニング内閣 1931年10月10日 - 1932年5月30日 | 第二次ブリューニング内閣 1931年10月10日 - 1932年5月30日 | 第二次ブリューニング内閣 1931年10月10日 - 1932年5月30日 | 第二次ブリューニング内閣 1931年10月10日 - 1932年5月30日 | 第二次ブリューニング内閣 1931年10月10日 - 1932年5月30日 |
| ------------------------------------------------------- | ------------------------------------------------------- | ------------------------------------------------------- | ------------------------------------------------------- | ------------------------------------------------------- |
| 首相兼外務大臣                                          |                                                         | ハインリヒ・ブリューニング                              |                                                         | 中央党                                                  |
| 副総理兼財務大臣                                        |                                                         | ヘルマン・ディートリヒ                                  |                                                         | ドイツ国家党                                            |
| 国防大臣兼内務大臣事務取扱                              |                                                         | ヴィルヘルム・グレーナー                                |                                                         | 無所属                                                  |
| 経済大臣                                                |                                                         | ヘルマン・ヴァルムボルト (- 1932年5月5日)               | 無所属                                                  |                                                         |
| 経済大臣                                                |                                                         | エルンスト・トレンデレンブルク (事務取扱)               |                                                         | ドイツ国家党                                            |
| 労働大臣                                                |                                                         | アダム・シュテーガーヴァルト                            |                                                         | 中央党                                                  |
| 法務大臣                                                |                                                         | クルト・ヨエル                                          |                                                         | 無所属                                                  |
| 郵政大臣                                                |                                                         | ゲオルク・シュッツェル                                  |                                                         | バイエルン人民党                                        |
| 交通大臣                                                |                                                         | ゴットフリート・トレビラヌス                            |                                                         | 保守人民党                                              |
| 農業・食糧大臣                                          |                                                         | マルティン・シーレ                                      |                                                         | キリスト教国家農民及び農村住民党                        |
| 無任所大臣                                              |                                                         | ハンス・シュランゲ＝シェーニンゲン (1931年11月5日 -)    | キリスト教国家農民及び農村住民党                        |                                                         |

アメリカ大統領ハーバート・フーヴァーは賠償金支払い猶予を債権各国に提案し、受け入れられた（フーヴァーモラトリアム）。しかしドイツからの投資引き揚げはおさまらず、失業者は600万人を越え、全ての大銀行が数日間閉鎖を余儀なくされる有様であった。イギリスはドイツの信用が崩壊するのを防ぐという理由で賠償金の減額に応じてこなかったが、結局1932年のローザンヌ会議で減額が決められた。
結果的にブリューニングは予定とは違った成り行きで賠償支払い義務の緩和に成功した訳だが、ヒンデンブルクはもはやブリューニングへの支持を失っていた。4月にヒンデンブルクは大統領に再選されたが、対抗馬だったナチ党のアドルフ・ヒトラー候補に、忌み嫌っていたカトリック教徒（中央党）や社会主義者 (SPD) の力を借りて辛勝したことにいたく自尊心を傷つけられ、ますます右傾化したためである。勢力を伸長するナチスの突撃隊禁止令をめぐりヴィルヘルム・グレーナー国防相・内相がヒンデンブルクに近いシュライヒャー次官の抵抗を受けて辞任すると、ブリューニング内閣はさらに窮地に追い込まれた。回復しない経済不振に、ドイツはもはや経済恐慌から立ち直れず農耕社会になるという空気が世論を支配し、それに呼応してブリューニングはドイツ東部の農地を失業者に分配する緊急立法を提出した。この法案は、地主が維持できなくなった土地を有効活用しようとするものだったが、地主を占めるユンカー層の激しい攻撃を受け、さらに自身が東部の荘園主でもあるヒンデンブルクに署名を拒絶された。「ゴールまであと100メートルだ」という強気の議会演説をしたばかりのブリューニングは、一転して5月30日に辞表を提出した。異例に簡素な退任式を経て、憔悴した（そして重圧から解放された）ブリューニングは入院した。独身の彼には首相官邸以外に家がなかった。ヒンデンブルクは、後継内閣に外相として留まるよう求めたが、ブリューニングは、誰が後継者になるかもわからないのに、外交の責任を取ることはできないと断っている。ブリューニングの意中の後継はカール・ゲルデラーであったが、ヒンデンブルクはクルト・フォン・シュライヒャーの推挙もあって、お気に入りの一人フランツ・フォン・パーペンを首相に任命した。

### 余生
退任したブリューニングは、躍進したナチ党が政権の責任を負うべきと考え、その危険性を考慮することもなくナチ党と中央党との連立に反対しなかった。1933年1月、ついにナチスが政権を握る。3月の選挙でブリューニングは国会議員に当選したが、この国会に全権委任法が提出された。ブリューニングはこの法案に反対していたが、中央党議員の分裂を避けるため賛成した。ブリューニングの賛成の影響もあって賛成に転じる者も多く、この法案は可決された。党首のルートヴィヒ・カースが亡命したため、5月6日には中央党党首に就任したが、同年7月に中央党は自主解党に追い込まれた。
1934年5月、ナチスの粛清対象にリストアップされているとの情報を得たブリューニングは、身に迫る危険を避けてドイツを出国し、難を逃れた。一方、ドイツ国内に留まったシュライヒャーらは1934年6月30日の長いナイフの夜により殺されてしまった。その後スイス経由でアメリカ合衆国に渡り、ハーヴァード大学に教授職を得た。在米中はヒトラーやナチスに対する言及を避け、亡命ドイツ人との接触も行わなかった。
第二次世界大戦後の1952年に西ドイツに戻り、ケルン大学で政治学を講義していたが、当時の西ドイツ首相コンラート・アデナウアーの西側諸国との同盟政策に不満を持ち、1954年にアメリカに戻って1970年の死まで回顧録『1918–1934』の執筆に従事していた（ただし、大半はアメリカへ亡命する前に口述筆記しており、晩年は改訂が中心だった）。墓は故郷ミュンスターにある。
ウィンストン・チャーチルとの対談や回顧録では、自分なら冷徹な戦略でナチスの台頭を防げたと主張しているが、自らの失政の責任を政敵に押し付けているだけという厳しい評価もある。